# Stoned Raiders
Stoned Raiders – szósty album studyjny zespołu Cypress Hill.

## Lista utworów
1. Intro
2. Trouble
3. Kronologik (feat. Kurupt)
4. Southland Killers (feat. MC Ren & King Tee)
5. Bitter
6. Amplified
7. It Ain't Easy
8. Memories
9. Psychodelic Vision
10. Red, Meth And Bee (feat. Redman & Method Man)
11. Lowrider
12. Catastrophe
13. L.I.F.E. (feat Kokane)
14. Here Is Something You Can't Understand (feat. Kurupt)